# 民衆運動

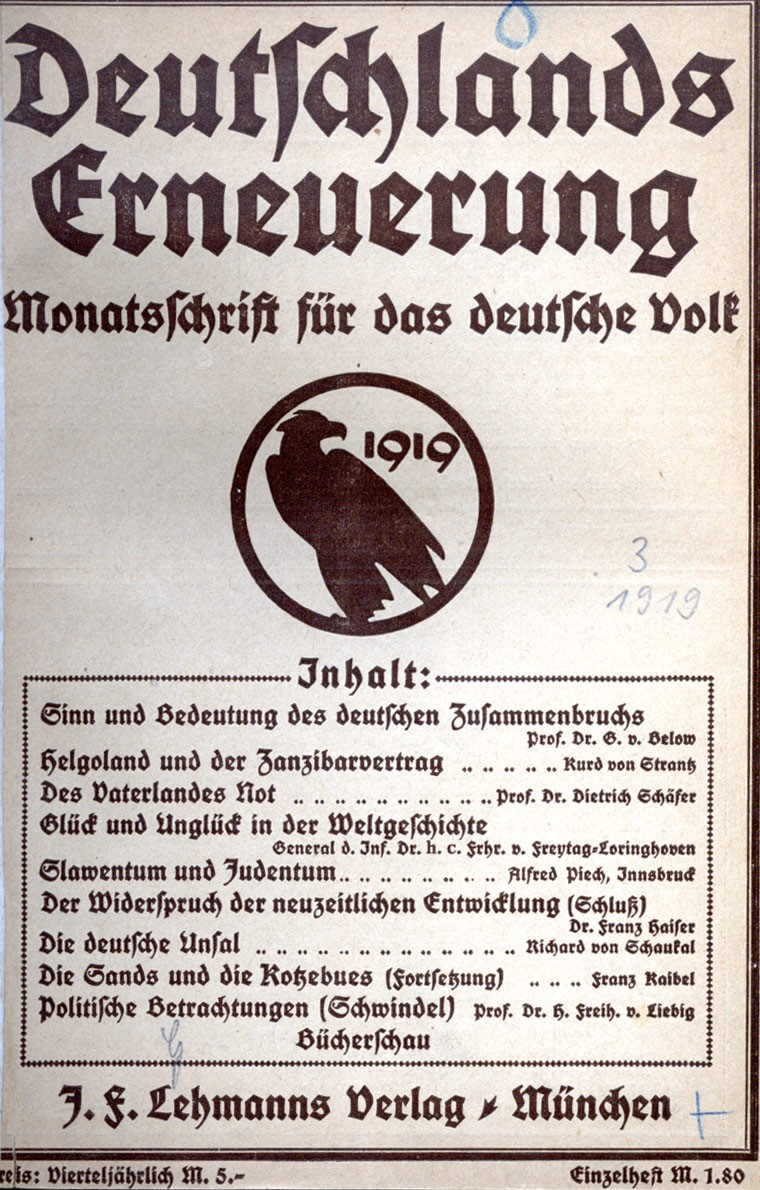
1919年に民衆運動を推奨するドイツ語の雑誌

民衆運動（ドイツ語: Völkische Bewegung、英語: Folkist movement）とは、ドイツの民族主義運動の1つであり、19世紀の後半から1945年のナチスドイツの崩壊まで続いた理論でもある。この理論はドイツ人の血と土、つまり「ドイツ民族としての血縁の繋がり」と「ドイツ国民が住んでいる土地」の2つを全ての基にしており、ドイツそのものを「生きている身体」（Volkskörper）と見なされる。ヴェルキッシュ運動や、フェルキッシュ運動などにも訳される。

## 語源と翻訳
「Völkisch（発音: [ˈfœlkɪʃ]）」の意味は極めて複雑であり、一言で言い切れない。
「Völkisch」という形容詞自体は、ドイツ語の「Volk」に由来し、英語の「folk（民衆）」に相当され、意味としては「民族、人種、部族」といった意味合いを持っている。「Völkisch」は英語での直接的な対応語がないが、「民族主義的な」や「エスノセントリズム的な」「ポピュリズム的な」などの意味がある。また、現代のドイツ語の語境には「生物的な要素と神秘主義的な要素のある人種主義」というより複雑的な意味も含まれている。
「Völkisch」は、「Nordische Rasse（北方人種）」や「Germanentum（ゲルマン民族）」といった人種的な用語に近い意味を持ちながらも、印象にしてはそれらよりも柔らかい。「Gemeinsame Sprache（共通語）」のような「具体的なもの」を指すではなく、ドイツ人やドイツ民族の精神・思想・価値観などにおける「範囲的なもの」を指している。そして、地理学者のエーヴァルト・バンゼが言う「Landschaftsseele（ドイツの魂を詰め込んだ風景）」と同様の意味で捉えられることもある。
「Völkisch運動」、すなわち本稿でいう「民衆運動」や「ヴェルキッシュ運動」の意味はドイツ語の「Volkstum」という概念に基づいている。「Volkstum」の意味もまた複雑であり、「民族性、民俗学、民衆が引き起るもの」といった意味合いを持っている。最後、意味は違うが、書き方が似ているドイツ語には「Volksboden（民族の基盤）」、「Volksgeist （民族精神）」、「Volksgemeinschaft（民族が共同に住む場所）」、「Volkstümlichl（民俗的、伝統的）」や「Volkstümlichkeit（民族的・文化的・大衆的な祝祭）」などがある。

## 定義
民衆運動には統一された説教や信念体系が無く、より曖昧なものであるが、唯一共通していたのは「古代ゲルマン民族の伝統を復活させること」にある。
この運動の理論によれば、全世界のほかの民族を「とある土地の範囲内で育った人々が、人工的な方法で強引に1つの国にまとめられて、最終的に民族となったもの」と考え、ドイツ人所属のゲルマン民族だけが「人工的な干渉を一切受けず、大自然で強く生き伸ばしている唯一の成功例である」とされている。原始のゲルマン民族は多くの優れる点を持っていたが、民族自体があまりにもポジティブな干渉を受けなかったため、いつかの分野では知らず知らのうちに人工民族より遅れ、歴史の中で急速的に弱体化してしまった。
原始時代のゲルマン民族は、全ヨーロッパを征服したローマ帝国でさえも簡単に滅ぼす力を持っていたが、19世紀のドイツ民族はもうそのような力を失った。ドイツ国家であるはずのオーストリアとプロイセンは、海軍や経済の面でイギリスやアメリカに負け、陸軍や愛国心の面でもフランスやロシアに圧迫されることになった。こういう状況から、古き良きゲルマン民族の伝統を復活させる事こそが、今のドイツ民族にとって一番重要な事とみなされている。
- 広い意味では：
  - 「ドイツ民族の伝統生活を守る」という考えから、農業主義・ロマン主義・反工業主義、1900年代以降の排他的な民族主義、そして反ユダヤ主義が、すべてこの運動の目標となっている[3]。

- 狭い意味では：
  - ドイツ民族を原始回復させるため、「キリスト教とユダヤ人の排除」が最優先とされていた[6][7]。
  - 殆どのヨーロッパ人にとって非常に重要な「キリスト教」は、この運動の観点からはあまり重視されず、キリスト教に含まれる「非ゲルマン的な要素」を取り除くか、それともキリスト教自体を捨てることが求められた。
  - 民衆運動の支持者たちは、ほかの民族の影響が入る前のゲルマン民族・ドイツ民族の姿に戻りたいと考えて、キリスト教以前の原始的なゲルマン人の信仰を復活させ、「純粋のゲルマン国家の再生」を目指している[16]。
  - イエス・キリストの存在を発明し、弱気な宗教の教義を通じてドイツ人や欧州人が持っていた武力文化を断絶させようとする「ユダヤ人」は、全員ドイツ国外へ追放すべきだとされていた。

## 実現する方法
1. 民衆運動の理論によれば、典型的なゲルマン民族の特徴としては、白い肌、青い目、金髪など金色の体毛があり、体臭が少なく、筋肉質で背が高く、寒い地域を好むことが挙げられている[17]。
2. これらの特徴を最も多く持つのは、現代のドイツ人ではなく、スウェーデン人・デンマーク人・ノルウェー人などの北欧人種であり、民衆運動はかれらを古代ゲルマン人の末裔や生き残りだと信じていた[18]。
3. ドイツ人が「ゲルマン民族の純血」を完全に取り戻すには、何十年もかけて、古代ゲルマン人の優秀な遺伝子を持っている北欧人と国際結婚をしつつ、子孫を次々と増やすことが必要と考えられていた[19]。

この人種に基づき、どちらが優秀で、どちらが劣等かを決める政治運動は、ヴァイマール共和国の時代（1918～1933年）の「保守革命」と「国民保守主義」の一形態とみなした。第三帝国の時代には、アドルフ・ヒトラーとナチス党によってこの原理がさらに極端化させていた。ユダヤ人以外の人々、例えばカトリック教徒・エホバの証人・社会主義者・共産主義者・同性愛者なども粛清・殺害する対象とみなし、主流のドイツ人が「好ましくない人々」を短時間内で取って代わるが目的とされていた。
第二次世界大戦のあとには、この理論を反対するために、または人種差別やさまざまな差別の価値観を無くすために、「ポリコレ」が欧米の主流的価値観となっている。

## 歴史

### 19世紀とドイツ統一後
民衆運動は19世紀の後半に台頭しはじめ、ドイツのロマン主義や神聖ローマ帝国の歴史、そしてその調和を目指して生まれていた。当時には、多くのドイツ民族が「階級秩序」を信じていたが、産業革命後に生まれた新しい階級制度には懐疑的になった。とくにドイツ語圏の庶民は、1871年に統一されたドイツ帝国に対して親しみを感じず、プロイセン主導のあまりにも遅れたドイツ統一に大きな不満を抱いていた。これが民衆運動の拡大を促進する原因となった。民衆運動に関わった人々は、プロイセンの王室による啓蒙主義やユンカーによる軍国主義やを否定し、「国家」が主導する外国との覇権争いよりも、「人種」おける遺伝子強化や、「個人」による武芸を高めることを好む傾向があった。
「Völkisch」という言葉はかつて庶民や民衆が位置する「下層階級」を意味していたが、民衆運動によって高貴なニュアンスが与えられ、「他民族に対するドイツ民族の優越性」を示唆する言葉へと転換されていた。多くの下級貴族や庶民出身の思想家、例えばアルテュール・ド・ゴビノー（1816–1882）、ジョルジュ・ヴァシェ・ド・ラプージュ（1854–1936）、ヒューストン・ステュアート・チェンバレン（1855–1927）、ルートヴィヒ・ヴォルトマン（1871–1907）、アレクシ・カレル（1873–1944）などは、上流貴族が信じているキリスト教を強く批判し、万人平等を唱えるチャールズ・ダーウィンの進化論を支持していた。かれらの思想は『進化論』の誕生により触発され、「人種闘争」と「世界の衛生的なビジョン」を理想とすることを掲げていた。
民衆運動の支持者たちは、世界の民族を「人種主義」に基づいて分類し、それぞれを階層的にするべきだと思い込んだ。かれらは、ドイツ人や北欧人所属のアーリア人が白人種の頂点に立つべきであり、そして白人が全人種の頂点であると主張していた。民衆運動の思想家たちは、この核心的な理論に基づき、ドイツ人が生物学的にも神秘的にも、原始的な純粋性を回復するべきだと信じていた。また、ドイツ人の純血を脅かす要因は「ユダヤ人の存在」とされていた。民衆運動の理論によると、ユダヤ人が発明したキリスト教系の宗教は、人類の進化過程を人工的に邪魔し、人類を不平等や選民思想に洗脳させることにより、ヨーロッパ大陸を汚染していた。このような宗教は排除しなければならないと考えられていた。

### 第一次世界大戦の前
「Völkisch」という言葉は、ドイツ語圏で国家を超えた新しい民族主義を形成させていて、一方、ドイツの社会主義政党は「プロレタリアート（無産階級）」を意図的に「Völkisch」と同義語として扱い、ドイツ地域の政治思想を大きく左傾化させていた。左翼は民衆運動の中に存在する「反特権階級」や「反キリスト教」といった要素が、中産階級にも広く適用され、かれらを最終的に社会主義の理念を受け取ることが出来ると信じていた。
民衆運動の主要な活動を見ると、ゲルマン神秘主義にかかわる社団が中心であり、さまざまな場面でドイツの原住民や異教伝統を復興しようと試みていた。しばしば、科学的基準に基づかない準神智学や秘教的な手法が用いられていた。純血への回復の強い意志から、1912年のベルリンでは「ゲルマネンオルデン（ゲルマン騎士団）」という「秘密結社」が誕生し、団員は全員中世の服装を着ていた。この団体を参加したいなら、「非アーリア人の血統を持たないこと」を証明する必要があり、結婚相手も純血のアーリア人だと誓約する必要があった。教団の地方支部では、定期的に異教の祭壇や夏至の謝肉祭が開かれ、参加者は祭りの中で一緒にドイツ神秘主義者の著作を読んでいた。
このような遊び半分の気持ちでドイツロマン主義や民俗学を実験する動きは、ドイツ帝国だけでなく、オーストリア・チェコ・ルクセンブルクでも広がりを見せた。一方で、まとめた団体もあった。例えば、1900年にスイスのアスコナで生まれた「モンテ・ヴェリタ（真理の山）」というコミュニティは、スイスの美術評論家ハラルド・ゼーマンによって結成され、ドイツ語圏における美しい風景や建築・観光名所を細かく研究し、外国の旅行社に紹介しながら、お金を稼ぐことを目指していた。「モンテ・ヴェリタ」は自らのことを「北欧人のような単純で原始的な生活様式に従い、民衆運動の最南端」と説明していた。

### ヴァイマル共和国
第一次世界大戦後、ドイツの政治的混乱と不安定な状況は、ベルリンにおけるさまざまな民衆運動の団体活動の土壌となった。民衆運動の参加者の中には、ドイツ帝国の失敗の原因を「旧帝国の体制がキリスト教の伝統を固守しすぎたことにある」と考える者もいた。また、ヴァイマル共和国時代に入ると、民衆運動のあまり良くない正体が明らかになった。それは、「団体や宣伝手法」は数多く存在する一方で、信奉者の「総数」はそれほど多くなかったという点にあった。この状況は民衆運動の威信を損ね、その理論や理論家たちも新たな理屈を模索せざるを得なくなった。
一部の民衆運動の思想家たちは、「古代ゲルマンの神々への信仰を復活させること」により、「真のドイツ信仰（Deutschglaube）」を創造し、戦後もなお影響力を持つカトリック教会やプロテスタント教会に対抗しようと試みた。アリオゾフィーなどのオカルト側の支持者は、1920年代で民衆運動の理論と結びついており、画家ルートヴィヒ・ファーレンクローク（1867–1952）やフィドゥス（1868–1948）といった芸術家たちも民衆運動に影響を与え、原始ゲルマン民族を描いた多くの芸術作品を創作していた。
1924年5月には、旧帝国の皇帝ヴィルヘルム2世がこの運動を「キリスト教を超えて、全ドイツ民族を統合させる力を持つ」と評価しており、皇帝の称賛により民衆運動はドイツの左翼や右翼を問わず広がっていた。こうして、民衆運動の理論は「ドイツの政治理論の中の英雄」に視され、「計算のない純白の政治理論の1つ」とみなされていた。また、心理学者カール・グスタフ・ユングも、民衆運動がドイツ人の精神的な健康にとって有益だと指摘していた。